# Huang Li
Pour les articles homonymes, voir Huang.
Huang Li (黄丽, Huáng Lì), née le 23 décembre 1988 est une coureuse cycliste chinoise, membre de l'équipe Giant-Max Succes Sports. Elle a été championne d'Asie de l'omnium en 2012 et du scratch en 2017.

## Palmarès

### Jeux olympiques
- Londres 2012
  - 12e de l'omnium

### Championnats du monde
- Melbourne 2012
  - 5e de l'omnium
- Minsk 2013
  - 8e de l'omnium
- Hong Kong 2017
  - 7e du scratch
  - 9e de la poursuite par équipes

### Championnats d'Asie
- Kuala Lumpur 2012
  -  Médaillé d'or de l'omnium
- New Delhi 2017
  -  Médaillé d'or du scratch
  -  Médaillé d'argent de la course aux points